# Leontinia
Leontinia es un género extinto de leontínido, familia de notoungulados. Sus fósiles se han hallado en la formación Deseado en Argentina y la formación São Paulo en Brasil, y son de los más abundantes restos de cualquier animal encontrados allí. El género data de finales del período Oligoceno (hace unos 29 - 23 millones de años).

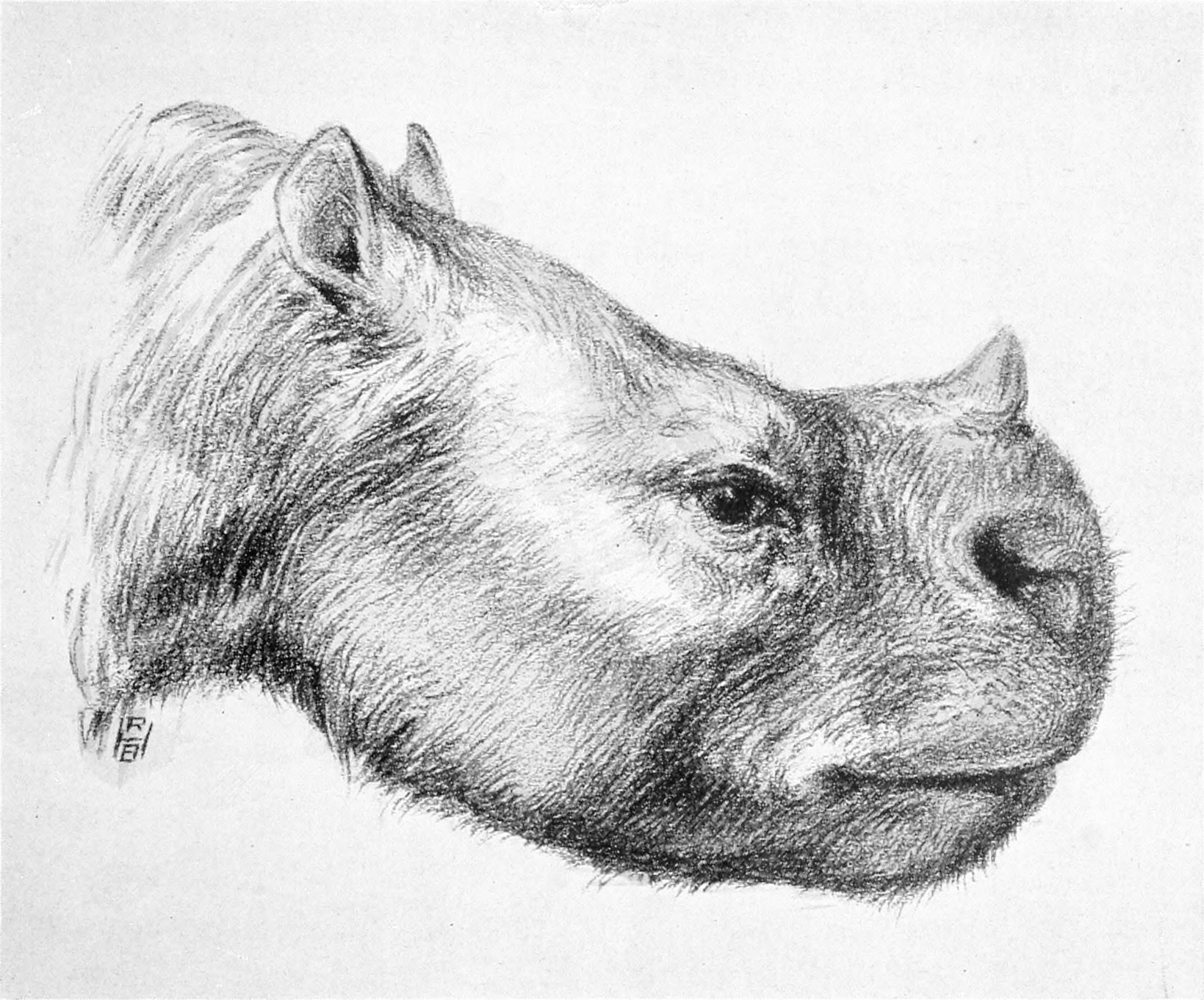
Reconstrucción de L. gaudryi

## Descripción
En Leontinia, los primeros dientes incisivos de la mandíbula superior eran pequeños y recortados, mientras los segundos eran más alargados y formaban colmillos caniniformes. En la mandíbula inferior el tercer incisivo se desarrolló como colmillo, no así el segundo. Variaciones en la longitud de los incisivos han sido usados para distinguir a las distintas especies del género unas de otras y podrían ser evidencia de dimorfismo sexual entre los individuos de estas especies. De hecho, se ha sugerido que las distintas especies asignadas sobre la base de las proporciones dentales podrían estar realmente representando las variaciones de género entre los miembros de una única especie. Los huesos nasales están muy elevados desde la cavidad nasal y sugieren que este animal puede haber poseído una especie de cuerno similar al del rinoceronte Diceratherium.

## Clasificación

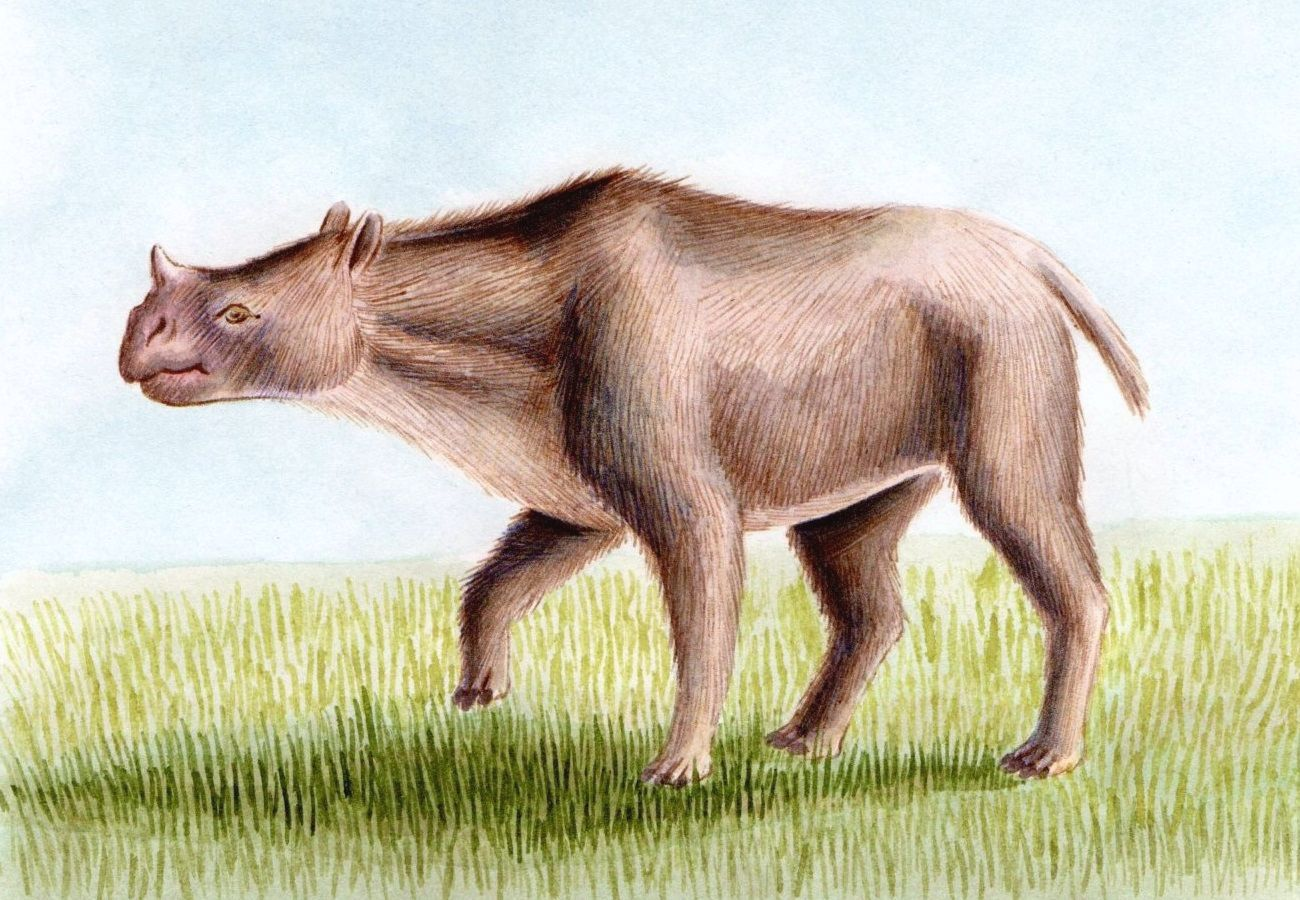
Reconstrucción de Leontinia.

Leontinia fue descrita por primera vez en 1894 por el naturalista argentino Florentino Ameghino, basándose en restos fósiles encontrados en la formación Deseado en Argentina; gracias a Ameghino, muchas otras especies se han atribuido a este género ( L. fissicolis, L. garzoni, L. oxyrhyncha,  L. stenognatha, L. tertiaria); sin embargo, es probable que ninguno de estos fuera una especie separada, excepto Leontinia garzoni.
Leontinia es parte de un grupo de herbívoros sudamericanos conocidos como notoungulados, que comprende numerosos animales de diferentes formas y tamaños, tan pequeños como conejos y tan grandes como rinocerontes. La familia  Leontiniidae, en particular, incluía las formas pesadas, dentición braquidonte o mesodonte e incisivos superiores e inferiores en forma de colmillo.